# Boy'z
Boy'z是英皇娛樂旗下的男子音樂組合，成員為張致恆及關智斌。2005年關智斌退出組合後先後增添新成員麥子豪及陳偉霆，2006年時改名為Sun Boy'z，至2008年陳偉霆及麥子豪退出組合。2010年，張致恆及關智斌重組為Boy'z，組合名稱於2018年改為BOYZ。2018年10月，BOYZ舉行出道16年來首個正式演唱會。

## 歷史
2003年，Boy'z打著「男版Twins」的旗號進軍娛樂圈，當時成員為關智斌（Kenny）及張致恒（Steven）。他們的首張唱片為《LALA世界》，出道同名作品《Lala世界》推出即大受歡迎，而同年作品《死性不改》更是街知巷聞，後來英皇娛樂更推出與Twins的合唱版。《死性不改》至今仍為香港K場大熱。Boy'z在2003年度叱吒樂壇流行榜頒獎禮獲得叱吒樂壇新力軍組合金獎。
2005年2月，關智斌因作個人發展而退出Boy'z，後來加入新成員麥子豪（Dennis），成為第二代Boy'z。2006年6月，Boy'z再加添新成員陳偉霆（William），變成三人組合，並改名為Sun Boy'z，以全新形象示人，而張致恆亦成為組合隊長。
2008年4月，陳偉霆宣佈作個人發展及退出Sun Boy'z。同年12月，麥子豪亦宣佈退出娛樂圏，計劃到瑞士修讀酒店管理課程。據悉，麥子豪自覺性格不適合在娛樂圈發展，早前已曾考慮前途問題，最後決定越洋留學。Sun Boy'z經理人霍汶希對麥子豪的決定表示支持，指Sun Boy'z是著名品牌，不排除短期內再度公開招募成員的可能。
2010年4月，關智斌及張致恆再以Boy'z的名義於《Twins人人彈起2010演唱會》擔任嘉賓並參與其他活動之演出。
2011年6月，張敬軒於星島日報之報導中證實關智斌及張致恆重組Boy'z。
2011年7月，Boy'z推出全新歌曲《Ready To Go》，是二人分隔五年後再次合體的首支派台歌。
雖然Boy'z在官方上仍未宣佈解散，但自2012年後二人已經分道揚鑣。其中關智斌已轉往中國大陸發展，而張致恆則留守香港並簽約無綫成爲旗下藝員。關智斌於2016年宣布續約英皇娛樂，唯張致恆已於2017年完成合約後離開。
近年開始經常擔任其他歌手演唱會的嘉賓，例如 Twins LOL Live (2016) 及 張敬軒HINSIDEOUT (2018) 演唱會的嘉賓。而張敬軒於 張敬軒HINSIDEOUT 尾場演唱會更提及Boy'z日後會開一場演唱會。
2018年10月16日，BOYZ於九龍灣國際展貿中心匯星 Star Hall舉行《BOYZ The Unboxing Live》演唱會。。
2019年7月26日，英皇娛樂因成員張致恆被爆醜聞而擱置BOYZ原定9月舉行的首次紅館演唱會。二人原本有幸踏上紅館開演唱會，豈料Steven7月25日突然宣布婚訊，以及與未婚妻雯雯已誕下兒子，結果被多名女子爆料，揭出他一腳踏多船的劣行，Steven聲名盡毀。後於8月2日宣佈該演唱會改為另一成員關智斌的個人演唱會。

## 音樂作品

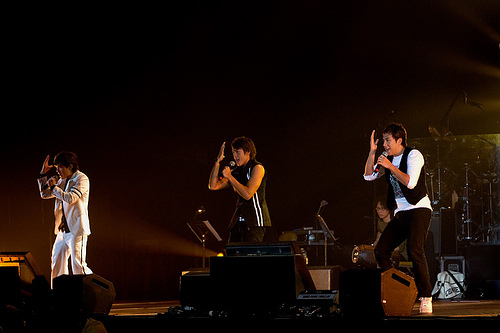
2007年的一個演唱會演出

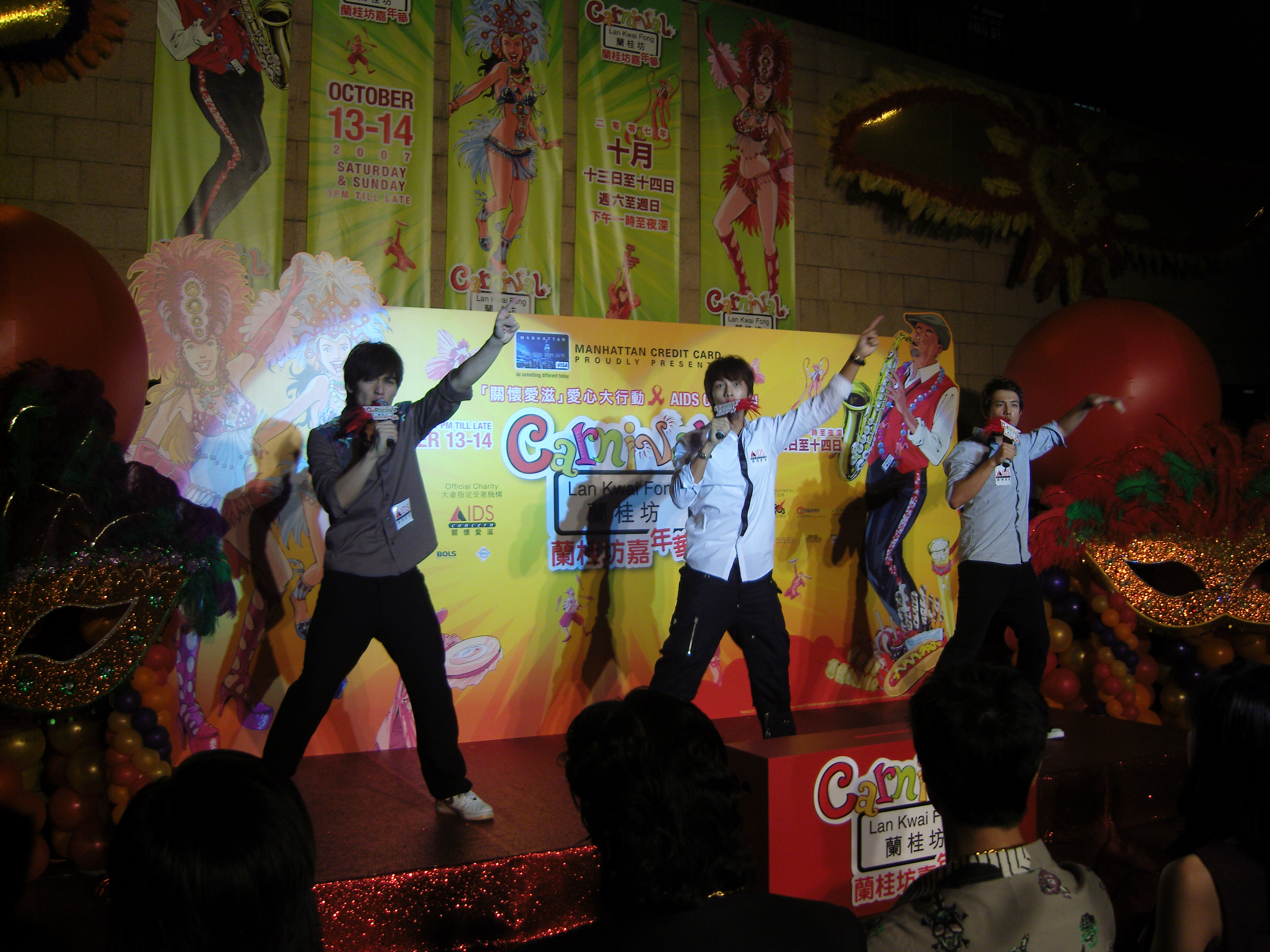
2007年獲邀出席蘭桂坊嘉年華「開幕之夜」任表演嘉賓

### 專輯

#### Boy'z時期
| 年份   | 專輯名稱                  |
| 2003年 | 《LALA世界》              |
| 2003年 | 《一起喝采》              |
| 2003年 | 《A Year To Remember》    |
| 2004年 | 《Boy'zone 男生圍》       |
| 2004年 | 《Boy'z Can Cook》        |
| 2011年 | 《Ready To Go 新曲+精選》 |
| 2018年 | 《大男孩 新曲+精選》      |

#### Sun Boy'z時期
| 年份   | 專輯名稱      |
| 2006年 | 《Sun Boy'z》 |
| 2007年 | 《All For 1》 |
| 2007年 | 《初次約會》  |

### 單曲

#### 2006年
- 《EEG TVB兒歌大放送》專輯
  - 繼續跅跅步哈姆太郎

### 派台歌曲成績
| 派台歌曲成績          | 派台歌曲成績   | 派台歌曲成績 | 派台歌曲成績 | 派台歌曲成績 | 派台歌曲成績 | 派台歌曲成績                                |
| --------------------- | -------------- | ------------ | ------------ | ------------ | ------------ | ------------------------------------------- |
| 唱片                  | 歌曲           | 903          | RTHK         | 997          | TVB          | 備註                                        |
| 2003年                |                |              |              |              |              |                                             |
| LALA世界              | La La世界      | 2            | 3            | 3            | 5            |                                             |
| LALA世界              | 跟蹤妳         | 10           | 11           | 2            | 7            |                                             |
| LALA世界(第二版)      | 我的驕傲       | -            | -            | 9            | -            | 翻唱容祖兒同名歌曲                          |
| 一起喝采              | 總有一站愛上你 | 17           | -            | 9            | -            |                                             |
| 一起喝采              | 死性不改       | 12           | 10           | 3            | 6            |                                             |
| A Year To Remember    | 玻璃少女       | 17           | 7            | 2            | -            |                                             |
| 2004年                |                |              |              |              |              |                                             |
| A Year To Remember    | 四喜臨門喜迎春 | 17           | -            | 10           | -            | 與Twins合唱                                 |
| A Year To Remember    | Girls          | 19           | 18           | 3            | 7            |                                             |
| A Year To Remember    | 少年成熟記事簿 | 12           | 19           | 3            | -            |                                             |
| Boy'zone 男生圍       | 去邊道         | 5            | 9            | 2            | 2            |                                             |
| Boy'zone 男生圍       | 眼紅館         | 7            | 11           | 3            | 6            | 關智斌獨唱                                  |
| Boy'zone 男生圍       | 男生圍         | -            | 14           | 5            | -            |                                             |
| Boy'z Can Cook        | 美麗與快樂     | 17           | 14           | 3            | -            |                                             |
| Boy'z Can Cook        | 超時空接觸     | -            | -            | 4            | 7            | 與Twins、梁洛施合唱                         |
| Boy'z Can Cook        | 手足           | 13           | -            | 11           | -            | 雷霆歌曲播放指數：1                         |
| 2005年                |                |              |              |              |              |                                             |
| 八星報喜賀賀喜        | 八星報喜賀賀喜 | -            | 12           | 8            | -            | 與Twins、梁洛施、鄭希怡、李日朗、吳浩康合唱 |
| 2006年                |                |              |              |              |              |                                             |
| Sun Boy'z             | Tic Tac Toe    | 8            | 14           | 4            | -            | Sun Boy'z時期                               |
| Sun Boy'z             | Hey You        | -            | -            | 7            | -            | Sun Boy'z時期                               |
| Sun Boy'z             | 衝浪男孩       | -            | 17           | -            | -            | Sun Boy'z時期                               |
| All For 1             | 3+1=1          | 8            | 13           | 2            | -            | Featuring 關智斌 Sun Boy'z時期              |
| 2007年                |                |              |              |              |              |                                             |
| All For 1             | 步步進逼       | 5            | 18           | 17           | -            | Sun Boy'z時期                               |
| All For 1             | 左右           | -            | 16           | -            | -            | Sun Boy'z時期                               |
| 初次約會              | 初次約會       | -            | -            | -            | -            | Sun Boy'z時期                               |
| 2008年                |                |              |              |              |              |                                             |
| 初次約會              | 兩心悉         | -            | 18           | -            | -            | Sun Boy'z時期                               |
| 2011年                |                |              |              |              |              |                                             |
| Ready To Go 新曲+精選 | Ready To Go    | 12           | 8            | 18           | 2            |                                             |
| Ready To Go 新曲+精選 | Sexy Body      | -            | 2            | 3            | 2            | 跨年上榜 另派Holiday Mix版本                |
| 2018年                |                |              |              |              |              |                                             |
| 大男孩 新曲+精選      | 大男孩         | -            | -            | -            | 7            | 加拿大至 HIT 中文歌曲排行榜：8              |

| 各台冠軍歌總數 | 各台冠軍歌總數 | 各台冠軍歌總數 | 各台冠軍歌總數 | 各台冠軍歌總數    |
| -------------- | -------------- | -------------- | -------------- | ----------------- |
| 903            | RTHK           | 997            | TVB            | 備註              |
| 0              | 0              | 0              | 0              | 四台冠軍歌總數：0 |

- （*）表示仍在榜上

## 演出作品
以下簡稱Boy'z及Sun Boy'z各成員名字：S＝張致恆、K＝關智斌、D＝麥子豪、W＝陳偉霆

### 電影
- S、K：這個亞爸真爆炸
- S、K：鬼馬狂想曲
- S、K：大無謂
- S、K：蟲不知
- S、K：情癲大聖
- S：伊莎貝拉
- S：雙子神偷
- S：犀照
- S、K：古宅心慌慌
- S、D：校墓處
- S、D：春田花花同學會

### 廣告

#### 2002年
- S：雲呢拿可樂（電視廣告）

#### 2003年
- Neway卡拉OK（電視及平面廣告）
- S：元綠壽司（平面廣告）
- S：特步運動鞋（中國）（電視及平面廣告）
- S：Nikon相機（平面廣告）
- S：Super-X 便服（電視及平面廣告）
- S：MTR（電視及平面廣告）
- S：Nokia 手提電話3300（電視及平面廣告）
- S：Fila 運動鞋（平面廣告）
- S：U-Right便服（中國）（平面廣告）
- S：陽光拍Tea（電視及平面廣告）
- S：日清合味道（電視及平面廣告）
- S：新世界傳動網 星Mobile（電視及平面廣告）
- S：U-Right便服（中國）（平面廣告）

#### 2004年
- 特步運動鞋（中國）（平面廣告）
- S：Nikon相機（平面廣告）
- 加州紅卡拉OK（電視廣告）
- S：陽光拍Tea（電視及平面廣告）
- S：日清出前一丁（電視及平面廣告）
- S：元綠壽司（電視及平面廣告）
- S：新世界傳動網 星Mobile（電視及平面廣告）

#### 2005年
- S：三思數碼 (3C Digital) 連鎖店（平面廣告）
- S、D：Kicker營養沖劑（香港及澳門）（電視及平面廣告）
- S、D：依米奴休閒服（中國）（平面廣告）
- S、D：新世界傳動網 星Mobile（香港）（電視及平面廣告）

### 電視節目

#### 2003年
- S、K：無綫電視劇《當四葉草碰上劍尖時》（客串）
- S、K：一起喝采（now.com網劇）

#### 2004年
- S、K：無線電視劇「富豪海灣至尊家緣」（客串）
- S、K：無線電視劇「赤沙印記@四葉草.2」（客串）
- S、K：功夫足球（寰宇電影公司製作的電視劇）

#### 2004年至2005年
- W：香港迪士尼樂園Viva! Club Disney（主持）

### 電影（配音）

#### 2003年
- S、K：海底奇兵

#### 2004年
- S、K：鯊膽大話王

## 曾擔任之活動大使
以下簡稱S為張致恆

### 2003年
- S：網球總會網球推廣大使
- S：星島日報娛樂副刊夏季宣傳活動大使
- S：暑期活動大使（民政事務處）
- S：香港電台太陽計劃太陽之子
- S：影視及娛樂事務管理處及東華三院合辦之十大健康網站2003推廣大使
- S：百蘭氏健康教育基金大使

### 2004年
- S：星島日報娛樂副刊夏季宣傳活動大使
- S：立法會選舉登記選民大使
- S：麥當勞青少年足球推廣計劃大使
- S：防止青少年吸煙委員會之無煙Teen空校際壁報設計比賽無煙大使

## 獎項

### Boy'z時期

#### 2002年
- 世界相機博覽會：明日焦點

#### 2003年
- 無線電視《勁歌金曲第一季季選》：新星試打三屆台主
- 無線電視《勁歌金曲第二季季選》：最有潛質男新人獎
- 廣州電視台《勁歌王2003季選頒獎典禮》：最佳新人組合
- PM第二屆夏日人氣頒獎典禮：PM夏日魅力人氣新進男子組合
- TVB 2003兒歌金曲頒獎禮：兒歌金曲《La La世界》
- 「雪碧」我的選擇中國原創音樂流行榜2002－2003年總選典禮：優秀新人獎（香港）
- 「雪碧」我的選擇中國原創音樂流行榜2002－2003年總選典禮：最佳廣告歌曲獎《總有一站愛上你》
- Yahoo!搜尋人氣大獎頒獎禮：Yahoo!搜尋人氣歌手獎
- 香港電台《第26屆十大中文金曲頒獎禮》：最有前途新人獎組合金獎
- 新城《新城勁爆頒獎禮2003》：新城勁爆新人王
- 商業電台《03年度叱吒樂壇流行榜頒獎禮》：叱吒樂壇新力軍組合金獎

#### 2004年
- 加拿大中文電台《加拿大至Hit中文歌曲排行榜－03年度全國樂迷投票》：最受歡迎新組合（粵）金獎
- 無線電視《2003年度十大勁歌金曲頒獎典禮》：新星試打金曲《La La世界》
- 廣東電視台《音樂先鋒榜》2003年度總選：新晉組合獎（香港）
- IPFI香港唱片銷量大獎2003：最暢銷本地新人組合
- 2003年度勁歌王頒獎典禮：最有前途新人組合金獎
- 2003年度勁歌王頒獎典禮：網絡人氣組合
- 2004粵港未來巨星頒獎典禮：未來巨星大獎
- TVB 2004兒歌金曲頒獎禮：十大兒歌金曲《繼續跅跅步哈姆太郎》
- TVB 2004兒歌金曲頒獎禮：兒歌金曲銅獎《繼續跅跅步哈姆太郎》
- 廣州電台《金曲金榜》：金曲年度飛躍男組合
- 無線電視《2004年勁歌金曲優秀選第二回》：最受歡迎廣告歌曲獎《超時空接觸》
- 新城勁爆頒獎禮2004：勁爆組合
- 新城勁爆頒獎禮2004：勁爆跳舞歌曲《超時空接觸》

#### 2005年
- 無線電視《2004年度十大勁歌金曲頒獎典禮》：最受歡迎組合銅獎
- 無線電視《2004年度十大勁歌金曲頒獎典禮》：最受歡迎廣告歌曲獎銅獎《超時空接觸》
- 《音樂先鋒榜頒獎典禮 2004》：香港最受欢迎男组合金獎（內地）

### Sun Boy'z時期

#### 2006年
- 2006年度新城勁爆頒獎禮 ：新城勁爆新人王組合
- 2006年度RoadShow至尊音樂頒獎禮 ：至尊新組合樂隊
- 第二十九屆十大中文金曲 ：最有前途新人獎優異獎
- 廣州電台《2006金曲金榜》： 最佳新人組合（港台及海外地區部份）
- 《9+2音樂先鋒榜》： 港台最受歡迎新人獎（組合）
- 加拿大中文電台《加拿大至Hit 中文歌曲排行榜06年總選》： 全國推崇新組合
- 第四屆《勁歌王》年度總選頒獎典禮 ： 最有前途新組合（香港）、網絡人氣組合（香港）

#### 2007年
- 2007年度新城勁爆頒獎禮 ：新城勁爆合唱歌曲 《3+1=1》（與關智斌合唱）
- 2007年度RoadShow至尊音樂頒獎禮 ：RoadShow至尊舞臺演繹 《步步進逼》